# Акулиновка (Одесская область)
Акули́новка (укр. Акулинівка) — село, относится к Балтскому району Одесской области Украины.
Население по переписи 2001 года составляло 83 человека. Почтовый индекс — 66161. Телефонный код — 4866. Занимает площадь 0,34 км². Код КОАТУУ — 5120680802.

## Местный совет
66161, Одесская обл., Балтский р-н, с. Белино